# Naktetjärnen
Naktetjärnen är en sjö i Älvsbyns kommun i Norrbotten och ingår i Piteälvens huvudavrinningsområde. Sjön har en area på 0,0838 kvadratkilometer och ligger 420,1 meter över havet. Naktetjärnen ligger i Nakteberget Natura 2000-område.

## Delavrinningsområde
Naktetjärnen ingår i det delavrinningsområde (728897-170367) som SMHI kallar för Mynnar i Vistån. Medelhöjden är 366 meter över havet och ytan är 5,3 kvadratkilometer. Det finns inga avrinningsområden uppströms utan avrinningsområdet är högsta punkten. Vattendraget som avvattnar avrinningsområdet har biflödesordning 3, vilket innebär att vattnet flödar genom totalt 3 vattendrag innan det når havet efter 114 kilometer. Avrinningsområdet består mestadels av skog (75 procent) och sankmarker (12 procent). Avrinningsområdet har 0,08 kvadratkilometer vattenytor vilket ger det en sjöprocent på 1,5 procent.